# Pilníkov
Pilníkov é uma cidade checa localizada na região de Hradec Králové, distrito de Trutnov‎.